# 傅崐萁
傅崐萁（1962年5月8日—），客家裔臺灣人，中華民國政治人物，中國國民黨籍，現任立法委員、中國國民黨立法院黨團總召集人、中國國民黨中央委員會政策委員會執行長，曾任花蓮縣縣長、親民黨立法院黨團總召集人，因長期擔任花蓮縣縣長而有「花蓮王」的稱號。由於傅崐萁與其妻徐榛蔚先後當選花蓮縣縣長，在其領導下的花蓮縣政府又有「傅家王朝」的外號。

## 早年及教育
傅崐萁出生於臺中市，出生名為「傅子文」為傅兆林之子。先後就讀於東山高中與花蓮高中，畢業於淡江大學交通管理學系（現 運輸管理學系）。2005年至2008年，傅崐萁擔任花蓮縣第六屆立法委員期間，前往廣州暨南大學攻讀國際關係博士學位。 2006年，他同時在淡江大學中國大陸研究所就讀在職專班，其碩士論文題目為《兩岸國防軍力實力對比-投射武器軍力之比較研究》。

## 從政
2000年中華民國總統選舉期間，輔選無黨籍候選人宋楚瑜。2001年第5屆立法委員選舉，獲親民黨提名並當選為立法委員，擔任親民黨立法院黨團總召，後連任2屆。
2005年花蓮縣縣長選舉，傅崐萁獲親民黨提名參選，落選。
2008年立法委員選舉，因應「國親合」政策，轉為中國國民黨籍參選立法委員並當選。
2009年10月9日，在未獲中國國民黨提名的情況下，與支持者一同持國民黨黨旗，於花蓮縣選委會登記參選花蓮縣縣長，隔日遭中國國民黨開除黨籍。傅崐萁在選舉中擊敗中國國民黨提名的杜麗華和時任縣長謝深山支持的無黨籍候選人張志明，成為楊仲鯨後花蓮縣第二位非國民黨籍縣長。他後因就任縣長而於2009年12月20日辭去立法委員。2014年首屆九合一選舉，連任花蓮縣縣長。
2018年9月12日，傅崐萁涉及「合機股票案」判處有期徒刑8個月定讞，傅崐萁因此依法解除職，由花蓮縣政府秘書長顏新章、法務部政務次長蔡碧仲代裡。9月25日入獄，2019年4月18日刑滿出獄。花蓮縣縣長一職在2018年選舉中由其妻徐榛蔚當選。
傅崐萁以無黨籍身分參選2020年立法委員選舉，擊敗尋求連任的民主進步黨籍候選人蕭美琴、中國國民黨籍候選人黃啟嘉，再度當選立委。但在就職後不久，傅崐萁因股票訴訟案判刑定讞而入獄，他於5月25日入花蓮監獄服刑，隔年5月13日假釋出獄。
同年11月剛就任中國國民黨主席的朱立倫主導中常會通過中國國民黨同舟計畫並立即生效，大幅修正被撤銷與被開除黨籍者的入黨資格，使傅崐萁於11月20日重返國民黨。
2024年立法委員選舉，傅崐萁獲中國國民黨籍提名連任立法委員，當選。隨後擔任國民黨立法院黨團總召，經常與台灣民眾黨黨團合作。

### 面臨罷免
2025年初，罷免團體發起「微光花蓮拔傅行動」提案罷免傅崐萁，並陸續通過1階提議、2階連署。「微光花蓮」發起人批評，傅家在花蓮執政 23 年，花蓮不但沒什麼改變進步，還一直把交通議題當作提款機，卻沒有做出實質改善，淪為拍照作秀、喊口號。
民眾最初大多不敢連署。大罷免一階連署時，在地公民團體曾經向媒體透露被打壓得很辛苦，另名地方政壇人士則說，大家普遍懼怕傅崐萁勢力，不願正面衝突。
2025年3月時，退休老師葉春蓮在問政說明會上嗆傅崐萁是「共匪」，遭當場架走。由於葉春蓮年近 80 歲，卻遭粗暴架離，影片在網路瘋傳。葉事後受訪時表示，活動明明是因為植樹節、紀念孫中山，質疑傅崐萁為何可以在台上講話。而傅崐萁即時反應，竟然是稱她是民進黨側翼，而大力拉扯葉的國民黨余姓黨工，則被檢方認定涉犯強制罪，以新台幣 1 萬元交保。
此後花蓮的政治氛圍開始改變。曾是國民黨花蓮縣黨部主委，無黨籍花蓮縣議會議長張峻支持罷免傅崐萁，並在當地報紙《更生日報》刊登罷傅的廣告。此次罷免被認為是改變花蓮政治的關鍵，花蓮內也有泛國民黨勢力意圖罷免傅崐萁。針對退休老師葉春蓮被襲擊的事，曾擔任中國國民黨中常委、前花蓮市長、現任花蓮縣議員的魏嘉賢都發文表示「葉春蓮老師加油」。
罷免聯署期間，有戶政人員曾登門詢問縣民，填寫罷免連署書是否為本人，被質疑「查水表」。後來，檢調帶回花蓮縣府十多人訊問，民政處長明良臻遭羈押。
由於傅身為國民黨黨團總召，與台灣民眾黨立法院黨團總召合作占立法院多數，在其他推動罷免中國國民黨立委的公民團體文宣中，會出現「罷免XXX就是罷免傅崐萁」的口號。另外，民進黨林右昌形容傅崐萁做壞作惡、魚肉鄉民多年，是毀憲亂台首惡，支持罷免。

## 司法案件

### 假離婚案
2009年12月18日，傅崐萁夫婦以「個性不合」為由辦理離婚登記。12月20日，傅崐萁就職花蓮縣縣長，宣布由前妻徐榛蔚出任花蓮縣副縣長。12月22日，內政部認定其涉嫌透過假離婚方式任命副縣長之行為違法，報請行政院予以撤銷這項任命，並移請監察院裁處罰款。
2010年3月，監察院以違反《公職人員利益衝突迴避法》為由，罰款傅崐萁新台幣100萬元。傅崐萁和徐榛蔚在2010年8月被花蓮地檢署依偽造文書罪嫌起訴，並在2011年4月被花蓮地方法院依「使公務員登載不實罪」分別判處有期徒刑6月和4月，均得易科罰金。
2016年，傅崐萁與徐榛蔚再度恢復法律上的婚姻關係。

### 凱聚、華隆等炒股案
傅崐萁涉嫌自1997年7月至1998年12月間，委由林家榛向股市金主黃任中等人借得四億餘元，炒作凱聚公司、昱成公司及長億公司股票，被依違反《證券交易法》、洗錢等罪起訴。
2009年，台灣高等法院更一審判處傅崐萁有期徒刑4年，理由是傅崐萁對於證券金融市場之交易秩序構成危害，亦損及一般投資大眾之權益。，而洗錢部分因證據不明確而無罪。2015年8月31日，最高法院撤銷原判決，發回台灣高等法院。
2018年8月17日，台灣高等法院更三審續行準備程序，法官梁耀鑌在庭前表示：一個案件從起訴到現在過了二十年，無法確定，如果沒有冤枉被告，案經二十年未確定，遲來的正義也不是正義。司法實務，矚目金融、經濟案件，檢察官有舉證責任，應由檢察官補充。
2019年2月20日，台灣高等法院更三審依違反《證券交易法》的操縱股價等罪，判處傅崐萁2年10月有期徒刑。傅崐萁表示自己是清白的。2020年5月14日，最高法院駁回上訴定讞。

### 合機炒股案
2006年6月，合機電線電纜股份有限公司獲台電「第六輸配電工程計劃」訂單，合機公司董事長兼總經理楊愷悌欲藉此讓股價上揚，與時任親民黨籍立委傅崐萁合作，由合機以底價15元提供2萬張股票給傅崐萁炒作，並以超過底價之差價為傅崐萁的報酬。
傅崐萁邀好友馮垂青、助理廖昌禧、股市名嘴張世傑（古董張）等人合作，並將其中5,000張股票交給張世傑，約定差價為張的報酬。張世傑在其主持的電視節目散布合機利多消息，配合大量人頭帳戶交易炒股，使合機股票從92年10月每股15元，飆漲至93年1月的47元，平均賣出價27.92元，合計獲利約9千6百萬餘元。
炒作後，合機股價暴跌，其他投資人集體委託財團法人證券投資人及期貨交易人保護中心提出告訴。2008年2月5日，台中地方法院一審判處傅崐萁4年6個月徒刑，併科罰金5,000萬元。後來傅崐萁和投資人保護中心達成和解，承諾賠償1,000多萬元。2010年6月18日，高等法院台中分院二審依違反證交法判傅崐萁有期徒刑3年6月，併科罰金4,000萬元；2013年9月26日，高等法院台中分院更一審依違反證交法判傅崐萁有期徒刑9月；2014年7月17日，最高法院撤銷原判決，發回台灣高等法院台中分院。。2017年6月20日，台中高分院更二審宣判，依違反證券交易法判處傅崐萁徒刑1年4月，減刑兩次，處徒刑8月，不法所得6,300萬餘元沒收，全案仍可再上訴。
2018年8月，監察院對本案提出監察報告，質疑臺灣高等法院臺中分院是否未提示該項證據而有侵害陳訴人訴訟防禦權之虞，抑或是便宜行事致筆錄所載與實際狀況不符，而有危害司法真實之虞，皆有深入調查之必要。
2018年9月12日，最高法院駁回上訴（最高法院106 年度台上字3111號），全案定讞。傅崐萁需入獄，最高法院通知檢方啟動防逃機制。
2018年9月15日，傅崐萁表示合機案司法審判有嚴重瑕疵，二審台中高分院故意不提示證據；更二審合議庭沒有依法完整提示證據，還「竄改筆錄」。言詞辯論程序只提示11項證據資料、審判筆錄竟載明有12項。如此瑕疵經監察院調查，確認筆錄與審判光碟記載不符。最高法院卻忽視這個違法的瑕疵，駁回他的上訴成為確定判決，創了司法惡例。

### 理想大地賣地案
在2010年傅崐萁任縣長後，他與其妻徐榛蔚涉及引介中國大陸國營企業「北京控股集團有限公司」來台買地，兩度借權勢逼迫地主以低價出售壽豐鄉近20萬坪土地給傅崐萁所掌控公司，而被理想大地業者控告傅崐萁、花蓮縣政府秘書長顏新章等犯《貪污治罪條例》之藉勢或藉端勒索財物罪。
2017年10月，花蓮地檢署查出傅崐萁先施壓以10億5,500萬元低價向理想大地購地，於縣長室內喬賣地簽約同日再以12億5,600萬元轉賣，數小時內進帳價差1億6,671萬元，卻未申報營業稅與營利事業所得稅，逃漏稅金額高達9,114萬元。2015年經國稅局追查，傅崐萁竟串供隱匿案情並在庭訊時虛偽陳述，乃依《刑法》偽證罪及違反《稅捐稽徵法》予以起訴。傅聲稱遭政治迫害，總統府表示不過問也不評論司法個案，「請當事人勇敢面對司法。」地院開庭審理時，傅崐萁透過律師陳訴遭報復式偵查。
2020年6月11日，理想大地同案被告榮亮公司實際負責人鮑廣廷，花蓮高分院二審依違反稅捐稽徵法判1年6月徒刑、登載紀錄不實判刑2月；最高法院後撤銷原判決發回更審。花蓮高分院二審認為，檢察官上訴提出網路新聞報導等證據，認為傅崐萁是榮亮實際負責人，不具證據能力；關於「榮亮公司購入、賣出幸福人壽股份」一事，與起訴事實不相關。因而維持無罪判決；最高法院駁回上訴，傅崐萁無罪確定。

### 競選小物案
媒體人溫朗東在2025年2月指出，傅崐萁疑似透過花蓮「戰天下」公司向多名中國國民黨立委提供優惠競選小物，且質疑競選小物的來源是中國大陸，與律師至台北地檢署告發傅崐萁涉嫌違反《商業會計法》、《反滲透法》、及《刑法》投票行賄等罪嫌。台北地檢署在3月14日搜索其住家和員工宿舍。
傅崐萁的管家、被告李慶隆在3月被約談後失聯，兩次傳喚未到，因而在5月2日被通緝且限制出境、出海，並於同月9日主動投案。後以新台幣100萬元交保，限制住居，以電子腳鐐監控。

## 爭議事件

### 被質疑大白象工程

#### 日出香榭大道
傅崐耗資6.37億元打造400公尺的日出香榭大道，以花費3.8億元購買中國大陸等地花崗石板來鋪設，幾近花蓮市公所半年的預算支出，每平方公尺造價高達1.1萬元，高出市售高級石材價格4倍之多，遭質疑為浪費人民納稅錢的錢坑、忽視淹水等其他更基礎迫切需要之建設、影響人車通行與消防救災、大幅縮減市區近600格停車空間、影響上千居民與店家之生計、未能與花蓮在地歷史人文連結而缺乏內涵。此案遭國家發展委員會與交通部觀光局等中央政府主管機關審查退件多次，審計部也檢討認為造價昂貴，縣府卻尚無明確支應財源，恐排擠其他施政計畫所需經費。執意於「硬體大建設」的傅崐萁被批評為眼中只有個人利益與並以龐大工程經費圖利特定廠商。
傅崐萁曾多次宣稱那些地磚「千年不壞」，但耗資2億元鋪設的同樣地磚在花蓮市東大門夜市開幕才3年就出現多處路面龜裂、缺角、損壞、地磚高低落差超過3公分，被質疑提前997年報銷。 花蓮民眾也質疑傅崐萁縣府放任嚴重損毀的七星潭步道路面扭曲變形、地磚被掏空、區塊整片陷落、人行道護欄斷裂傾倒半年多卻未修復，沒把錢花在刀口上。

#### 花蓮環保科技園區
花蓮縣政府從103年花費上億元活化「花蓮環保科技園區」，卻只辦了一次「3D遨遊季」，用了88天就拆除，園區荒廢至今。

#### 國際級賽車場
花蓮縣府計劃花67億蓋國際級賽車場，花35億蓋兩座大劇場；縣府公告後，引發環保團體及學者質疑草率行事，水泥大建設破壞花蓮山水，更衝擊花蓮的悠閒慢活，可能淪為蚊子館。

#### 193縣道拓寬案
花蓮縣政府高舉紓緩車流量、帶動地方發展等大旗，屢次召開環境評估差異審查會議，亟欲拓寬花蓮縣道193公路。然而縣道193北段因多處涉及保安林地，加上車流量並沒有迫切拓寬需求，引發環評委員質疑。
在2016年12月的環境差異分析審查會上，花蓮縣政府環保局事前先修改旁聽要點，限制影響評估審查旁聽人數、禁止攜帶標語，使民眾無法參與；會議進行到一半，主席在開發單位要求下將直播畫面中斷，更引起民眾強烈不滿
不僅被質疑程序黑箱，更因屢次在短時間捲土重來補件資料卻七零八落（例如請參閱附件15，但資料根本就沒有附件15，而且還是舊的；舉一個死亡車禍案件來幫拓寬安全性背書，但不幸罹難的原因卻是未戴安全帽）、報告前後矛盾、缺乏科學評估、對於補件要求實問虛答或抽掉資料等原因，8度被退件，引起評審委員罕見動怒。

### 被質疑侵占原民土地

#### 原住民族造形藝術豐羽計畫
花蓮縣政府2013年推動原住民族造形藝術豐羽計畫，其中台九線旁的預定用地1.8公頃皆為馬太鞍傳統領域，現址為ilisin祭祀廣場、及原民會出資建造光復鄉原住民產業中心。縣府召開說明會，表示將打造阿美族文化園區，以招攬中國客到部落觀光消費，並附加文化傳承教育，創造就業機會。部落表示土地為部落共有的，而非縣府所有，反對開發，並質疑計畫的實質助益。

#### 山海劇場破浪計畫
花蓮縣政府在2011年提出預計耗資17.9億的大型劇場計畫（山海劇場破浪計畫），準備蓋在豐濱鄉秀姑巒溪出海口，並準備徵收該地靜浦村居民土地，因此靜浦部落之阿美族人組成自救會，北上召開記者會進行陳情，大聲疾呼：「祖先留下的土地財產我們不賣！」

#### 愛狗樂園
花蓮縣政府將耗資千萬於花蓮縣鳳林鎮與光復鄉交界處的馬太鞍溪上方傳統領域打造「國際級愛狗樂園」，遭部落居民質疑「愛狗樂園是幌子，侵占原民土地是事實」、「wacu（狗）縣政府，kolinew（搶走）土地」。

### 東洋廣場土地標售案
花蓮市精華區的花蓮市明義段398地號縣有土地（通稱東洋廣場），在2012年標售出去，由時任台灣省建築投資公會理事長楊玉全團隊以10億5200萬元的價格得標，但花蓮縣政府卻於2013年1月29日突然對外聲明，此一土地標案需新增開發條件，已依程序辦理完成廢標；2014年4月改由被稱為「河南王」、東裕集團董事長王任生相關企業卿蓬公司，以公告標售底價10億9102萬8000元得標，過程引發民眾質疑。花蓮縣長傅崐萁不只一次在公開場合向外界細數，自他2009年上任花蓮縣長以來，縣府債務已經減少，從那時的133億元降到目前約120億元，同時還每半年捐出薪資所得110萬元給予13個社福團體。但遭質疑是靠變賣縣府財產。

### 用縣府預算置入性行銷其個人與家族
傅崐萁擔任縣長後以縣府預算大量宣傳個人形象，金紙(遭質疑人民捐獻香油錢燒金紙卻是替縣長做功德、讓功德迴向給傅自己）、學校聯絡簿、學生各式作業本、愛心乘車卡（印有父母及立委妻子徐榛蔚的全家福）、清明節花燭、職棒送門票、巡迴祭拜、五教合一、農民曆、縣內各種政令看板等，全部都有傅崐萁的頭像或名字，還送立法委員與台北市議員西瓜、招待北市里長到花蓮玩。
2011年3月，在日本311大地震一週年之際，傅崐萁發放緊急救難包，不但一戶（不論有幾個人）只有一個，品質粗糙的救難包內沒有任何物資，只在背包外面用微小字體印上了14樣防災必備物，而背包下方「縣長傅崐萁」的字樣足足比防災必備品的字樣大上了起碼5、6倍。而此花費2000萬元的救難包採購案，更在日後爆發弊案。
傅崐萁還於2017年花80萬元公帑買13萬本週刊王寄給花蓮縣民宣揚其排名，遭抨擊。傅崐萁就此表示他花的錢很少，臺北世大運開幕等宣傳才是浪費公帑，但此番辯詞，遭網友一面倒嗆聲，花公帑替自己宣傳不能與世界級體育競賽相類比。
2017年出版，縣府編列351萬元製作的縣政報導，版面只有立委徐榛蔚，沒有報導其他花蓮在地立委，議員批評是明目張膽為徐榛蔚參選縣長鋪路、公器私用。花蓮縣政府行政暨研考處回應，報導是以縣長夫人身分而來，不是因為她的立委身分。
2018年出版的農民曆，以斗大的夫妻合照為封面，內文不含封面封底共106頁，政績宣傳部分達60頁（超過一半），僅有12頁沒有出現他的名字或照片；在此60頁中，他的照片總共出現了64次，夫妻一起在16處出現。雖定名為政令「宣導」，實際內容但比較貼近政績「宣傳」。內容標題更出現：「花蓮火車站改建提升服務效能」字句，疑似將台鐵權責攬為自己政績，有誤導嫌疑。

### 花蓮縣政府收買媒體案
傅崐萁在縣長任內任內共發包了25個縣府媒體採購案，得標者皆為在地媒體記者，工作內容為「回繳與縣長施政相關的報導文章和影音檔案」，每名承包標案的記者在七個月內可獲得新台幣14萬至46萬餘元不等的酬勞。本事件導致數名記者遭到解職，眾多新聞媒體涉入其中。相關案件目前已進入司法調查程序。

### 對水泥業態度
傅崐萁在2010年表示縣長任內不通過採礦案，卻在2016年時不滿環保署停止亞泥在太魯閣採礦。

### 縣長任期卸任前一次發包活動路權15年
在首任縣長屆期卸任前，推出全台首創運動賽事路權統一委外由單一公司舉辦，得標廠商一次就取得15年經營管理權，且還可再續約15年，議會質詢要求公布得標廠商，但遭傅崐萁拒絕，遭學者質疑恐有違法疑慮。

### 2018年花蓮地震

#### 拿公款捐款幫妻子徐榛蔚助選造勢
傅崐萁在縣府大禮堂以縣長身分發放來自政府公款與民眾捐款的慰問金，不開放媒體採訪，也不開放民代進入，卻讓其妻立委徐榛蔚入場且跟縣長連袂發放慰問金，民眾質疑，縣府宣稱徐榛蔚是去縣長室洽公才讓她進入。此舉引來假公濟私的批評，稱傅是拿公款善款做公關、替妻子助選造勢。幾日後，對於記者就此事件的後續詢問，花蓮縣政府及傅、徐兩人都表示不回應。

#### 救災期間送臺北市456位里長蘋果禮盒
2月6日花蓮發生強震後，臺北市的456位里長們於同月10日收到花蓮縣長傅崐萁與其妻徐榛蔚於8日聯名送來市價約1000~1200元的「敬祝佳節愉快」富士蘋果禮盒。傅崐萁澄清，這是事前規劃好的「花蓮農產行銷送禮計劃」。但花蓮縣境內並未出產富士蘋果。

#### 捐款管理及發放爭議
身為紅十字花蓮支會會長的傅崐萁於11日宣布將由中華民國紅十字會前任、現任會長陳長文與王清峰監督管理善款，被民主進步黨立委王定宇及林俊憲質疑在沒有法源依據下要從善款支應發放60萬慰問金給中國大陸遊客家屬，時代力量立委徐永明則質疑紅十字會長期被特定政治勢力把持，綠黨亦批為不符合社會期待，更引發不少網友質疑善款最終流向而要求退還捐款。

#### 抱怨捐款及補助太少
傅崐萁多次公開抱怨各界捐款與中央政府補助太少。然而，相較於馬英九政府與張善政內閣在所釋出能量更大、傷亡更多、土壤液化房屋達1千多棟的2016臺南大地震後僅撥款9千多萬元給臺南市政府，蔡英文政府與賴清德內閣先是撥交10億元給花蓮縣政府，衛生福利部於3月初另將賑災捐款近3億元撥付予花蓮縣政府作為重建使用。全部捐贈善款達22億元以上。此外，行政院提供受災企業專案融資200億元，交通部投入5500萬元提振花蓮觀光產業，交通部觀光局也補貼旅宿業者貸款利息3000萬元，補助符合一定條件者每人住宿費最高500元。

#### 受災戶陳情檢舉沒用
塌陷大樓受災戶表示曾經多次向縣政府檢舉大樓違建，但都沒有下文，面對災民控訴，花蓮縣長傅崐萁避而不答快閃離開。

#### 感恩餐會原預計善款買單，民代只邀其妻徐榛蔚
花蓮縣政府於2018年4月30日舉辦「0206震後感恩餐會」席開300桌，花了200多萬元公帑，僅安排有意參選下屆縣長的立委徐榛蔚出席，未通知其他民意代表，遭議員質疑挪用善款替選舉造勢，縣府則澄清，活動是向民間各界致意，因此未通知任何民代，徐榛蔚則是以「縣長夫人」身分出席，預算雖有向震災善款監督委員會申請支付，但如若日後遭拒縣府也會編列預算支應。對於縣府的辯駁，議員則指出當天舞台正前方主桌來賓名牌清楚寫著「立委徐榛蔚」，而非「縣長夫人」。而善款監督委員會召集人張善政於隔日回應，最近一次會議並無感恩餐會提案，縣長傅崐萁也說準備用縣府公款支付。其他議員後續於議會定期大會上就此事質詢，傅崐萁並未針對質詢回答，僅說沒有用善款。

#### 製作救災宣傳文宣寄送捐款人
2018年8月間，傅崐萁主政的花蓮縣政府寄送包裹（網友稱為「大禮包」）給震災捐款人，包裹內容是1份花蓮在地的「更生日報」及1張名為「『震』撼亞洲地震」光碟，所附的更生日報是縣府2到5月出刊的《縣政報導》，有16個版面，主要都是縣長傅崐萁、立委徐榛蔚在花蓮震災期間的新聞及「救災實錄」，還批評高雄、台南的善款運用，與跟其他縣市做比較，此舉引起許多人的憤怒，有捐款人就表示捐款是為了救人，而不是為了讓傅崐萁搞個人秀，作家藤井樹甚至口出重話怒稱傅崐萁一定會下地獄；縣府則表示，目的要讓捐款人了解縣府震災期間作為善款運用流向，此次文宣則是另案招標，金額約台幣53萬元，並非使用善款，縣政報導文宣品也有分送給花蓮縣全縣十多萬家戶。

#### 震災文宣遭質疑花費浮濫
縣府雖然澄清只花了53萬元，但卻有作家提出質疑，賑災大禮包花了1300萬元；另外，至2018年8月止，網友找出花蓮縣政府至少花了1,468萬元用在地震救災宣傳，被質疑沒有把錢花在刀口上。

### 餐會強吻女記者
2023年6月3日，媒體人董成瑜指控傅崐萁2014年在一場國民黨主辦邀集藍營政治人物與媒體的餐會上，席間公然抱住她的頭強吻。傅崐萁隨後發聲明否認性騷擾。被董成瑜點名在現場目擊的前台北市市長郝龍斌於3日表示「沒有清楚的記憶」，但希望傅崐萁坦然面對，清楚說明。國民黨表示將對此案啟動黨內的性別平等調查機制。7月17日，國民黨經調查，稱雙方各執一詞，查無實據。

### 2024年花蓮地震

#### 在臉書發文分享家中禮盒山被震垮的樣子
地震發生時傅崐萁身處臺北，震災發生後搭乘空勤直升機前往花蓮。當天，他在自己的臉書上發布了一則貼文：「⋯⋯家中也因地震一片狼藉，完全無法居住？只好和榛蔚出去住民宿！崐萁此刻更能切身體會受災鄉親的無助與慌亂，救災行動刻不容緩！⋯⋯」並附上家中散落一地的各式高檔洋酒、茅台酒、高級禮盒的影片。此舉引發民眾質疑收受大量禮品。4月5日，傅崐萁刪除了這則貼文。

#### 震災期間訪問中國大陸
4月26至28日，傅崐萁率領17名中國國民黨籍立法委員訪問中國大陸。27日早上到訪北京市通州區的小米汽車工廠及大興區的「高級別自動駕駛示範區創新運營中心」。下午在人民大會堂會見中國共產黨中央政治局常委、政協主席王滬寧及國台辦主任宋濤等人並舉辦閉門會議，會後至釣魚台國賓館晚宴。王滬寧、傅崐萁皆表示兩岸是一家人，應該經常交流、往來。國台辦則以發言人朱鳳蓮的名義發布聲明表示，中方願意向花蓮地震災區捐贈組合屋，透過兩岸紅十字組織捐助。28日，中國文旅部示意，陸方將開放福建居民到馬祖旅遊。

### 花東交通三法
傅崐萁以國民黨立法院黨團總召之職主導花東交通三法，包括《環島高速鐵路建設特別條例草案》、《花東快速公路建設特別條例草案》和《國道6號東延花蓮建設特別條例草案》，引起廣泛爭議。目前僅《花東快速公路建設特別條例草案》明訂預算上限為2500億元，其餘2案尚未訂出預算。外界估算，根據高鐵延伸平均造價，環島高鐵需花費約1.248兆元，且交通部曾初步評估國道6號東延需穿越中央山脈，經費約8000億元，總計花費預估超過2兆元。被指違反了多項現行法律及憲法中「立院不得為增加預算之提議」相關規定，有立法權凌駕行政權的嫌疑。另外，花蓮地區地震頻繁，國6東延還涉及打通中央山脈，法案被批評缺乏可行性和環境影響評估。
傅崐萁強調，草案中已定明引進國際主權財富基金及採取BOT模式國際招商興建，不需政府出資、實現「0成本」。但這引發了中國有機會在臺灣復刻「一带一路」手段的擔憂。草案中規定，花東快速公路建設特別條例循特別預算程序辦理，所需經費上限為2500億元。另外兩案所需經費來源，可由以下四種方式：
- 《促進民間參與公共建設法》辦理，採BOT模式
- 採國際招標，BOT模式
- 引進國際「主權財富基金」，BOT模式
- 中央政府編列預算(舉債或是出售政府股份)。得以舉借債務或出售政府所持有事業股份，不受每年度舉債額度限制[160][161][162][163]

6月1日，傅崐萁對外預告稱7月16日休會前一定通過花東交通三法。民眾黨立法院交通委員會委員林國成也表示，花東三法事關台灣的交通建設，有其必要性，民眾黨不會阻擋法案。但國民黨內對此事存在分歧，賴士葆質疑推動的急迫性；國民黨文傳會主委李彥秀直言「花東三法」並非黨內共識，不會強行推動；此外，有國民黨立委私下表示拒絕為此案背書。地球公民基金會等環團發起連署，訴求國會撤回花東交通三法。此後，傅崐萁態度鬆動，稱會等黨內有完全共識才推動；李彥秀在受訪時表示“黨團目前傾向將三案拆開來處理，先開說明會討論，再送院會”。

### 主張成立在野特偵組
2024年2月3日，傅崐萁提議設立國會特偵組，並推動增加聽證權、調查權、監督獨立機關人事任免、藐視國會罪及偽證罪等國會改革相關法案。此舉引發了關於立法院是否違憲擴權的爭議。5月28日，傅崐萁再次提議成立在野特偵組調查弊案，但遭到台灣民眾黨主席柯文哲反對，引發討論。5月30日，民進黨團總召柯建銘回應，如果傅崐萁有具體資料，應向檢調機關檢舉，而不是發表不實指控來誤導公眾。

### 疑似佔用花蓮縣政府台北聯絡處辦公廳舍為己用
花蓮縣議員胡仁順表示花蓮縣府公費設置的台北聯絡處，明顯是傅崐萁經常前往、關係密切且當成自己辦公室。縣府每年花新台幣288萬預算做私人道場跟傅崐萁合署辦公是不合理的，接下來會提案要求花蓮縣府刪除這筆預算。媒體詢問，花蓮縣府台北聯絡處是否開放民眾使用，縣政府新聞科長李冠霆表示，主要目的是供縣府與中央開會協調使用。

### 童子賢花蓮震災捐款爭議
2025年7月22日，花蓮瑞穗出身的和碩聯合科技董事長童子賢，在參與罷免團體活動時稱在花蓮地震後，有傳聞縣政府不會正常分配捐款，他曾捐款七千萬賑災，其中協助受災國小重建時，國小方面受到當時縣政府施壓，表示不能接受直接的捐助，捐款一定要通過縣政府統籌分配，最終童子賢比照其他企業模式直接派遣施工隊重建校舍。對此，花蓮縣長徐榛蔚表示童子賢的縣府施壓指控與捐款聲稱不實，縣府僅在2018年收到1500萬，要求道歉，並在24日下午至花蓮地檢署提告童子賢加重誹謗，傅崐萁一同出席並控告童子賢違反選罷法。童子賢隨後公布個人與和碩企業名義，近年兩次震災合計近億元的捐款明細，表示言論屬實不會在意司法訴訟壓力。25日，傅崐萁再次公開要求童子賢為其捐款給2018花蓮震災縣府善款委員會七千萬的虛假聲稱向全體花蓮人致歉才會撤回告訴。

### 領導作風強硬引起爭議
當立法院強勢通過《財劃法》時，有意爭取下屆高雄市長的國民黨立委柯志恩，坦言《財劃法》草案的確需要改進，但當民進黨立委黃捷建議柯志恩可以向傅崐萁提建言時，柯志恩回應指傅崐萁不是她可以講。黃捷質疑，柯志恩這番話不但證明國民黨版本《財劃法》有缺失，更凸顯傅崐萁的獨裁，連想當市長的柯志恩都不敢替高雄說話。

### 引介中資買地
近年盛傳傅崐萁引介中資買地，《報導者》記者於2025年5月起開始調查，發現傅崐萁及家族在「理想大地案」中，涉及引介中國國營企業「北京控股集團有限公司」來台買地，引來外間關注。

## 獎項及榮譽
2012年，獲頒淡江大學第26屆淡江菁英金鷹獎。

## 軼事

### 出場音樂
傅崐萁在花蓮縣出席各類活動時，長期使用美國電視劇《檀島警騎》主題曲，作為其個人固定的出場音樂。

## 選舉紀錄
| 年度 | 選舉屆數               | 選舉區               | 所屬政黨               | 得票數 | 得票率 | 當選標記 | 備註 |
| ---- | ---------------------- | -------------------- | ---------------------- | ------ | ------ | -------- | ---- |
| 2001 | 第五屆立法委員選舉     | 花蓮縣立法委員選舉區 | 親民黨                 | 31,779 | 26.94% |          |      |
| 2004 | 第六屆立法委員選舉     | 花蓮縣立法委員選舉區 | 親民黨                 | 28,761 | 30.03% |          |      |
| 2005 | 第十五屆花蓮縣縣長選舉 | 花蓮縣               | 親民黨                 | 38,379 | 24.59% |          |      |
| 2008 | 第七屆立法委員選舉     | 花蓮縣立法委員選舉區 | 中國國民黨（國親聯盟） | 62,548 | 66.40% |          |      |
| 2009 | 第十六屆花蓮縣縣長選舉 | 花蓮縣               | 無黨籍                 | 85,532 | 56.37% |          |      |
| 2014 | 第十七屆花蓮縣縣長選舉 | 花蓮縣               | 無黨籍                 | 89,048 | 56.53% |          |      |
| 2020 | 第十屆立法委員選舉     | 花蓮縣立法委員選舉區 | 無黨籍                 | 64,060 | 45.97% |          |      |
| 2024 | 第十一屆立法委員選舉   | 花蓮縣立法委員選舉區 | 中國國民黨             | 68,786 | 53.79% |          |      |

## 外部連結
- 傅崐萁的Facebook專頁

| 中華民國政府職務 | 中華民國政府職務                                        | 中華民國政府職務                   |
| ---------------- | ------------------------------------------------------- | ---------------------------------- |
| 花蓮縣政府       |                                                         |                                    |
| 前任： 謝深山    | 花蓮縣縣長 第十六、十七屆 2009年12月20日－2018年9月12日 | 繼任： 顏新章（代理） 正任：徐榛蔚 |